# San Pietro in Guarano
San Pietro in Guarano község (comune) Olaszország Calabria régiójában, Cosenza megyében.

## Fekvése
A megye központi részén fekszik. Határai: Castiglione Cosentino, Celico, Lappano, Rende, Rose, Rovito és Zumpano.

## Története
A település alapításáról nem léteznek pontos adatok. Valószínűleg a 9. században alapították a szaracén portyázások elől menekülő cosenzai lakosok.

## Népessége
A népesség számának alakulása:

## Főbb látnivalói
- Palazzo Collice
- Santa Maria della Consolazione-templom
- Sant’Andrea-templom
- Santa Maria in Gerusalemme-templom
- San Pietro Apostolo-templom
- Maria SS. di Costantinopoli-templom
- Madonnina delle Grazie-templom